# أوليف تيل
أوليف تيل (بالإنجليزية: Olive Tell) هي ممثلة أمريكية، ولدت في 27 سبتمبر 1894 بنيويورك في الولايات المتحدة، وتوفيت بنفس المكان في 6 يونيو 1951.

## وصلات خارجية
- أوليف تيل على موقع IMDb (الإنجليزية)
- أوليف تيل على موقع ألو سيني (الفرنسية)
- أوليف تيل على موقع أول موفي (الإنجليزية)
- أوليف تيل على موقع قاعدة بيانات برودواي على الإنترنت (الإنجليزية)
- أوليف تيل على موقع قاعدة بيانات الأفلام السويدية (السويدية)
- أوليف تيل على موقع قاعدة بيانات الفيلم (الإنجليزية)
- أوليف تيل على موقع كينوبويسك (الروسية)